# Roza Nagajeva
Roza Nagajeva (også Roza Nagaeva; russisk: Нагаева; – 2004) var en kvindelig tjetjensk selvmordsterrorist (shahidka) der den 1. september 2004 deltog i et terrorangreb mod en skole i byen Beslan i den sydrussiske republik Nordossetien, hvor over 1.200 personer blev taget gidsler og mindst 334 døde, her iblandt 188 børn. Roza døde selv i løbet af den tre dage lange gidselaktionen.
Roza var først fejlagtigt sat i forbindelse med terrorangrebet i Rizhskaja der skete dagen før angrebet i Beslan, men dette blev revideret efter nærmere retsmedicinske undersøgelser.
I Beslan var Roza en af to kvindelige selvmordsbombere som del af i alt 32 gidseltagere. Den anden kvinde var hendes tidligere sambo Marijam Taburova. Under angrebet bar de begge bombebælter. De eksploderede begge den første dag, sandsynligvis var hun blevet sprængt i luften ved fjernkontrol af angrebets leder, der var utilfreds med kvindernes højlydte kritik af målet for aktionen var børn – alternativt detoneredes Nagajevas bombebælte ved et uheld. Ved eksplosionen blev også flere af gidslerne dræbt og andre invalideret. Roza blev identificeret ved hjælp af DNA prøver.
Rozas søster Amanta var også selvmordsterrorist, der ved en selvmordsaktion sprængte et russisk Tupolev Tu-134 passagerfly i luften, hvorved 43 personer blev dræbt (Russisk flyterror i august 2004). Amanta var 26 og Roza 24 år, da de døde i august 2004. En tredje søster Amina, storesøster til både Amanta og Roza forblev i Tjetjenien.
Roza var født i den tjetjenske landsby Kirov-Urt. Optil angrebet havde hun boede i Tjetjeniens hovedstad Grosnij i en lejlighed sammen med søsteren Amanta, Marijam Taburova og Satsita Dzhbirkhanova (som sprængte det andet fly i luften i flyangrebet hvor også søsteren Amanta deltog) samt hendes mor og tante. Sammen med sin søster havde hun en bod på det lokale marked hvor de solgte tøj, sko og andre ting de importerede fra Azerbaijan. Kvindelige tjetjenske selvmordsbombere betegnes ofte som "sorte enker", men hverken Roza eller hendes søster Amanta, var teknisk set enker. I stedet var de blevet skilt og forladt fra deres mand da de begge var sterile og ikke kunne få børn, en "dybt stigmatiserende defekt i tjetjensk kultur".

## Fodnoter
1. ↑  Rizhskaya Metro Bomber Identified as Roza Nagayeva, The Moscow Times, 3. september 2004 (engelsk)
2. ↑  Russia blames Chechen sisters for suicide bombings, The Guardian, 22. april 2005 (engelsk)
3. ↑  Russians Find Explosives On 2nd Plane, The New York Times, 29. august 2004 (engelsk)
4. ↑  From Dismal Chechnya, Women Turn to Bombs, The New York Times, 10. september 2004 (engelsk)